# Ceraticelus carinatus
Ceraticelus carinatus là một loài nhện trong họ Linyphiidae.
Loài này thuộc chi Ceraticelus. Ceraticelus carinatus được James Henry Emerton miêu tả năm 1911.